# Ferrisia quaintancii
Ferrisia quaintancii är en insektsart som först beskrevs av Richard C. Tinsley 1898.  Ferrisia quaintancii ingår i släktet Ferrisia och familjen ullsköldlöss. Inga underarter finns listade i Catalogue of Life.